# Коронавірусна хвороба 2019 у Бангладеш
Спалах коронавірусної хвороби 2019 у Бангладеш — це поширення пандемії коронавірусної хвороби 2019 на територію Бангладеш. Перші три випадки хвороби діагностовано в країні 7 березня 2020 року національним епідеміологічним інститутом. Кількість підтверджених випадків хвороби у країні залишалась незначною до кінця березня, а в квітні розпочалось стрімке зростання виявлення нових випадків хвороби. Зокрема за тиждень з 5 до 11 квітня кількість нових випадків коронавірусної хвороби в Бангладеш збільшилась на 1155 %, що стало найвищим показником в Азії, у той же період в Індонезії, яка мала другий за кількістю показник на континенті, кількість нових випадків збільшилась лише на 186 %. Станом на 2 червня 2020 року в країні зареєстровано загалом 52445 підтверджених випадків, 11120 хворих одужали, 709 хворих померли. 13 червня кількість випадків у Бангладеш перевищила кількість випадків у Китаї, країни, де почався спалах. 5 липня Бангладеш досяг двох похмурих рубежів у 160 тисяч випадків і 2 тисячі смертей, а через два дні випередив Францію за кількістю випадків. 12 липня кількість одужалих в країні перевищила кількість активних випадків.
Частина експертів критикували Бангладеш за недостатню кількість проведених обстежень на коронавірус, проведених у країні, населення якої складає понад 160 мільйонів осіб. У засобах масової інформації та соціальних мережах неодноразово публікувались матеріали про смерті хворих із симптомами коронавірусної хвороби, які не увійшли до офіційної статистики. Частину таких хворих, які пізніше померли, лікували в спеціальних ізоляторах для хворих COVID-19 при районних лікарнях, частині з них було відмовлено в лікуванні, хоча жодних тестів на коронавірус для підтвердження чи відсутності інфікування коронавірусом їм не проводили. Тривалий час обстеження на коронавірус проводилось лише в Інституті епідеміології, контролю захворювань та досліджень (IEDCR) у столиці країні Дацці, хоча хворих із симптомами, подібними до симптомів коронавірусної хвороби, виявляли на всій території країни. Крім того, занепокоєння викликала нестача кисню в медичних закладах, оскільки потреба кисню для лікувальних закладів у Бангладеш становить близько 200 тонн на день, і вона має значну ймовірність зростати в геометричній прогресії щодня, отже, щоб задовольнити потенційні потреби, Бангладеш має підготуватися, якнайшвидше запровадивши модель прогнозування попиту на кисень медичного класу за допомогою скоординованих зусиль міністерства охорони здоров'я; та Інституту епідеміології, контролю захворювань та досліджень.
22 березня у Бангладеш запроваджено повне блокування роботи підприємств та установ з 26 березня до 4 квітня. Пізніше його продовжили до 30 травня.
Під час пандемії коронавірусної хвороби у країні введено кілька телефонних номерів гарячої лінії, а також надано доступ усім громадянам, які підозрюють у себе наявність коронавірусної хвороби, до електронної пошти та Facebook-сторінки Інституту епідеміології, контролю захворювань та досліджень у столиці країни Дацці для отримання усієї необхідної їм інформації.

## Хронологія
22 березня представники владних структур розпочали перевіряти в аеропорту Дакки всіх осіб, які прибувають з Китаю.
1 лютого спеціальним рейсом з Уханя евакуйовано 312 громадян Бангладеш. Евакуйованих громадян країни помістили в карантин на 14 днів у спеціально облаштованому таборі у передмісті Дакки Ашхоні та кількох інших таборах. У жодного з евакуйованих громадян симптомів коронавірусної хвороби не виявлено.
8 березня у країні виявлено перші три випадки коронавірусної хвороби. Вони виявлені у 2 чоловіків, які недавно повернулися з Італії, та їх родички. У зв'язку із виявленням перших випадків коронавірусної хвороби уряд країни скасував заплановані на 17 березня заходи до сторіччя з дня народження першого президента країни Муджибура Рахмана.
15 березня літаком з Італії повернулись на батьківщину 142 громадян Бангладеш. Їх також розмістили у карантинному таборі в передмісті столиці країни Ашхоні. Проте після того, як вони поскаржились на антисанітарні умови перебування в таборі, частині з них дозволено знаходитись удома на самоізоляції. Частина медичних експертів висловила занепокоєння щодо такого рішення владних структур.
18 березня у Бангладеш повідомили про першу смерть від коронавірусної хвороби. Хворому було більш ніж 70 років, і він мав низку хронічних захворювань. До кінця березня у країні зареєстровано 51 випадок коронавірусної хвороби, 5 хворих померли.
5 квітня у країні зареєстровано 18 нових випадків коронавірусної хвороби, що на 26 % більше, ніж зареєстровано попереднього дня. Після цього щоденний приріст захворювань коронавірусною хворобою у Бангладеш характеризується невпинним зростанням. 6 квітня країна переступила поріг у 100 зареєстрованих випадків хвороби, 14 квітня у 1000 випадків хвороби, та 1 червня поріг у 10000 хворих коронавірусної хвороби.
Запроваджені урядом «загальні вихідні» (тобто загальний локдаун) набули чинності 26 березня, про це було повідомлено 23 березня, та спочатку було зазначено, що вони триватимуть до 4 квітня. «Загальні вихідні» (локдаун), які мали закінчитися 4 квітня, було продовжено до 11 квітня, потім до 14 квітня, потім до 25 квітня і потім знову до 5 травня. 6 квітня Бангладеш перетнув цифру в 100 підтверджених випадків, а 14 квітня в 1000 підтверджених випадків. 20 квітня кількість підтверджених смертей перевищила 100. «Загальні вихідні» (локдаун) були продовжені до 7 травня, потім до 16 травня і, нарешті, до 30 травня, а 27 травня уряд оголосив, що подальшого продовження не буде. Щодо пом'якшення карантину прем'єр-міністр Шейх Хасіна Вазед сказала, що «економічну діяльність необхідно відновити заради життя та засобів до існування людей. Більшість країн світу вже були змушені послабити карантин, оскільки неможливо обмежувати джерела доходу людей на невизначений термін, і це взагалі неможливо для такої країни, що розвивається, як Бангладеш».
9 квітня Бангладеш запровадив повний локдаун у районі Кокс-Базар, де розташована більшість таборів для біженців-рохінджа із повною забороною в'їзду і виходу, поки ситуація не покращиться, як сказано в урядовій директиві.
18 червня кількість підтверджених випадків перевищила 100 тисяч осіб.
18 липня кількість підтверджених випадків перевищила 200 тисяч осіб.
1 вересня 2020 року були остаточно зняті обмеження на переміщення в громадських місцях. Ці обмеження включали заборону пересування на відкритому повітрі з 22:00 до 5:00 (за винятком надзвичайних ситуацій), закриття всіх магазинів, базарів і торгових центрів після 20:00, а також заборону зібрань, мітингів і масових заходів (це рішення набирало чинності з 4 серпня). Міністерство дорожнього транспорту та мостів також повідомило 29 серпня, що обмеження на автобуси, які до цього часу включали рішення, що автобуси повинні їздити з меншою кількістю пасажирів і стягувати з пасажирів вищі тарифи, припиняються. Ряд експертів у сфері охорони здоров'я висловили стурбованість цією новиною. Вірусолог Назрул Іслам, член Національного технічного консультативного комітету з COVID-19 і колишній віце-президент Бангладеського медичного союзу, сказав, що «рівень передачі захворювання повинен бути нижче 5 %, але досі денний рівень позитивних випадків все ще становить 15,97 %, а в понеділок він було близько 17 %. Отже, можна сказати, що час зняття обмежень ще не настав». А професор Музахерул Хук, колишній радник відділення Південно-Східної Азії Всесвітньої організації охорони здоров'я, сказав газеті «The Daily Star», що «скасування обмежень у громадському транспорті було ризикованим кроком… якщо фізичне дистанціювання в громадському транспорті послаблено, передача точно підвищиться».
У період з грудня 2020 року до кінця лютого 2021 року спостерігався найнижчий рівень інфікувань з початку пандемії. З середини січня до початку березня рівень позитивних випадків вперше залишався нижче 5 %.
У цей період також почалася програма вакцинації. Перші щеплення були зроблені 27 січня 2021 року, а масова вакцинація розпочалося 7 лютого 2021 року з використанням вакцини Oxford–AstraZeneca виробництва Інституту сироватки крові Індії. Однак через зростання кількості заражень в Індії протягом квітня 2021 року експорт вакцини було припинено, що призвело до дефіциту її запасів у Бангладеш. Бангладеш призупинив введення першої дози вакцини Oxford-AstraZeneca з 26 квітня 2021 року через кризу постачання.
З відносно низької кількості інфікувань у січні та лютому в березні спостерігалося швидке зростання кількості інфікувань — на початку квітня рівень позитивних тестів зріс до понад 23 % (тоді як протягом лютого вони були нижче 5 %).
Щоб стримати зростання кількості хворих, 5 квітня 2021 року уряд Бангладеш оголосив про семиденний карантин, включаючи призупинення всіх внутрішніх поїздок і закриття торгових центрів разом із комендантською годиною з 18:00 до 6:00. Це сталося після нових рекордних 7087 нових випадків COVID-19 4 квітня, що збіглося з майже подвоєнням рівня тестування з середини березня до початку квітня. У Дацці відбулись протести проти цього карантину, а місцеві засоби масової інформації також критикували тьмяне та непослідовне застосування правил карантину по всій країні. Деякі учбові заклади продовжували проводити заняття протягом тижня.
6 квітня групи торговців провели протести в столиці, вимагаючи припинити карантин і безпечно відкрити магазини, дотримуючись правил гігієни.
7 квітня громадський транспорт відновив роботу в усіх центральних районах країни, включаючи Дакку, після двох днів закриття.
9 квітня по всій країні офіційно відкрилися ринки та магазини, хоча багато з них були неофіційно відкриті на початку тижня. Закриття призвело до більш переповнених ринків, ніж раніше, і підвищення цін, оскільки клієнти стікалися в магазини, щоб купити необхідні товари перед Рамаданом.
12 квітня уряд повідомив, що з 14 по 21 квітня комерційні банки будуть закриті, за винятком валютних банків поблизу портових зон. Громадський транспорт знову буде закритий, будуть також закриті державні установи. Громадський транспорт знову буде закритий, як і також державні установи. Однак екстрені служби, а також швейні фабрики та інші промислові підприємства, залишаться відкритими.
Поліція Бангладеш запровадила перепустки, які потрібно оформляти на її вебсайті, щоб вийти з дому, зокрема на роботу, для покупки продуктів або медичних потреб. Якщо перепустка використовується для поїздок на роботу і назад, потрібно було оформити дві перепустки для поїздки та повернення. Необхідно було також завантажити фотографію заявника, а також документи, що посвідчують особу, причину поїздки, а також дати та час.
14 квітня повідомлено, що поліцейські блокпости перевіряли перепустки в транспортних засобах, але пішоходів пропускали. 17 квітня ринки в Барісалі знову відкрилися, частина лише неофіційно в провулках.
28 квітня завершився період карантину, який переходить до надання переваги засобам існування, оскільки хвороба в переважної більшості мешканців Бангладеш перебігала легко, а рівень смертності був одним із найнижчих у світі. Країна знову відкриється з дотриманням відповідних гігієнічних вимог.
У травні в прикордонних районах спостерігалося тривожне зростання кількості випадків хвороби та позитивних результатів тестування, а в Чапайнавабганджі запроваджено локальні обмеження, щоб зменшити передачу інфекції. 29 травня служба охорони здоров'я рекомендувала негайний «суворий локдаун» 8 округів, у яких середній рівень кількості випадків хвороби перевищував 30 % протягом тижня, а епідеміологічна служба підтвердила місцеву передачу дельта-варіанту в кількох районах.
Протягом червня повідомлялося про різке зростання рівня передачі в прикордонних районах, зокрема в округах Кхулна та Раджшахі, з різким зростанням показників позитивних тестувань, які регулярно досягали 50-60 % у деяких районах. 23 червня 2021 року загальнонаціональний рівень позитивних тестувань знову перевищив 20 %. Ближче до кінця червня кілька районів навколо Дакки закрили на карантин, щоб спробувати зменшити передачу в столицю.
Протягом першої половини липня у Бангладеш регулярно реєструвалась найвища добову смертність від початку пандемії, оскільки лікарні працювали з перевантаженням, багато з яких працювали понад свої можливості.
1 липня 2021 року в Бангладеш було введено черговий загальнонаціональний карантин, який тривав 7 днів, на тлі різкого зростання кількості випадків хвороби та смертей наприкінці червня, що, як вважали, було спричинене місцевою передачею варіанту Дельта. Уряд опублікував повідомлення про те, що всі офіси та транспорт будуть закриті, і «нікому не буде дозволено виходити з дому, за винятком надзвичайної ситуації протягом цього семиденного періоду». Армія та прикордонна охорона Бангладеш були направлені для забезпечення виконання заходів, всі офіси та магазини були закриті, лише місцеви продовольчим ринкам дозволили працювати по кілька годин на день. Спочатку було повідомлено, що карантин розпочнеться 28 червня, що спричинило масовий відтік людей із столиці країни Дакки.
Незважаючи на суворий контроль, на п'ятий день дотримання заходів знижувалося, й за даними національних засобів масової інформації, і понад 2000 осіб були затримані столичною поліцією Дакки за перші 4 дні карантину за порушення карантинних заходів.
5 липня 2021 року повідомлено, що карантинні заходи будуть продовжені ще на 7 днів, тепер вони мали тривати до опівночі 14 липня.
Незважаючи на високу кількість випадків хвороби та смертей за добу протягом тривалого часу, уряд підтвердив, що обмеження будуть пом'якшені з 15 по 23 липня, щоб пристосуватись до святкування Ід-уль-Адха та економічної активності у цей час. Тимчасове пом'якшення заходів ухвалили, враховуючи соціально-економічний стан і необхідність підтримки нормальної економічної діяльності, про що було сказано в повідомленні департаменту кабінету міністрів. Проте суворі заходи знову запроваджувалися з 23 липня до опівночі 5 серпня. Напередодні Ід -уль-Альха спостерігалися масові переміщення людей, оскільки тисячі жителів їхали з міст, потяги та автобуси намагалися забезпечити дотримання обмежень на їх місткість. 15 липня, у день скасування обмежень, міністр охорони здоров'я закликав людей дотримуватися вказівок, сказавши: «Ми повинні зупинити передачу вірусу. Інакше система охорони здоров'я зруйнується».
Обмеження, визначені для другого карантину в липні, були суворішими, ніж ті, що були запроваджені кількома тижнями раніше, і галузі промисловості, які раніше були звільнені від закриття, тоді також були закриті, включаючи швейні фабрики. Спочатку дотримання обмежень було високим, у столиці були порожні дороги. Проте після кількох днів карантину засоби масової інформації знову повідомили про помітне збільшення трафіку на дорогах (особливо в Дацці) і загальне зниження дотримання заходів.
У середині липня уряд оголосив, що фабрики залишатимуться закритими під час карантину після Ід-уль-Адх, що навело на думку багатьох працівників у тому, що вони можуть повернутися додому на свято, не боячись повернутися до промислових районів Дакки під час карантину. Уряд підтвердив це рішення 27 липня. Однак через кілька днів було повідомлено, що експортно-орієнтовані заводи зможуть знову відкритися з 1 серпня, що спричинило з 31 липня потік працівників назад до промислових центрів, внаслідок чого посилилось побоювання передачі інфекції.
У червні було відновлено програму вакцинації (припинену в квітні через дефіцит поставок) з використанням вакцини Sinopharm BIBP з Китаю, а в липні — з використанням вакцини Pfizer–BioNTech і вакцини Moderna від COVAX. Пізніше того ж місяця також відбулося відновлення введення вакцини AstraZeneca, закупленої в Японії.

## Заходи уряду
У національних засобах масової інформації широко висловлювалися аргументи щодо оголошення надзвичайного стану, хоча уряд прагматично впорався з ситуацією з COVID-19 у рамках конституційної схеми нормального часу.

### Евакуація громадян
31 січня 2020 року спецрейс авіакомпанії «Biman Bangladesh Airlines» зі спеціальною карантинною кабіною, на борту якого знаходились троє лікарів, медична сестра та необхідне медичне обладнання, вилетів до китайського міста Ухань для евакуації громадян Бангладеш.
1 лютого 312 громадян Бангладеш (297 дорослих та 15 дітей), які знаходились в Ухані, вивезені з Китаю та повернулися на батьківщину. Більшість з бангладешців були студентами та науковими працівниками різних університетів у китайській провінції Хубей, і до того, як їм дозволили сісти на літак, що відбував на батьківщину, за розпорядженням місцевої влади у Китаї всі вони пройшли кількаразове скринінгове обстеження на наявність коронавірусної інфекції. Евакуйованих громадян розмістили у спеціально облаштованому таборі у передмісті Дакки Ашхоні та в центральному військовому госпіталі в Дацці на двотижневий карантин, після чого їх виписали з карантину. У жодного з евакуйованих з Уханя бангладешців за результатами обстежень наявності коронавіруса в організмі не виявлено.

### Обмеження транспортного сполучення
22 січня керівництво міжнародного аеропорту «Хазрат Шахджалал» повідомило, що в аеропорту проведена підготовка для запобігання ймовірного поширення коронавірусу в країні, для чого буде проводитися скринінг усіх громадян, які прибувають з Китаю, де на той час захворіли 300 осіб, з яких 6 померли. В аеропорту встановлений спеціальний сканер для виявлення хворих інфекційними хворобами серед прибуваючих з Китаю. Директор аеропорту повідомив, що медичні працівники будуть виявляти осіб з гарячкою, кашлем, задишкою та болем у горлі. Він також повідомив, що національний інститут епідеміології, контролю та дослідження захворюваності повинен розробити критерії відбору пасажирів зі скаргами для подальшого ретельного обстеження.
2 лютого уряд Бангладеш вирішив призупинити видачу в'їзних віз громадянам Китаю. Керівництво порту Читтагонг повідомило, що для попередження поширення коронавірусної хвороби із кораблів, які привожять вантажі зі всього світу, санітарні лікарі будуть обстежувати в порту всіх моряків, які прибувають із країн Східної Азії.
14 березня припинена видача в'їзних віз по прибутті до Бангладеш громадянам усіх європейських країн, окрім Великої Британії. Повідомляється, що це збільшило потік туристів на пляжі в Читтагонзі та Коксс-Базарі, протидіючи урядовим заходам.

### Заходи соціального дистанціювання

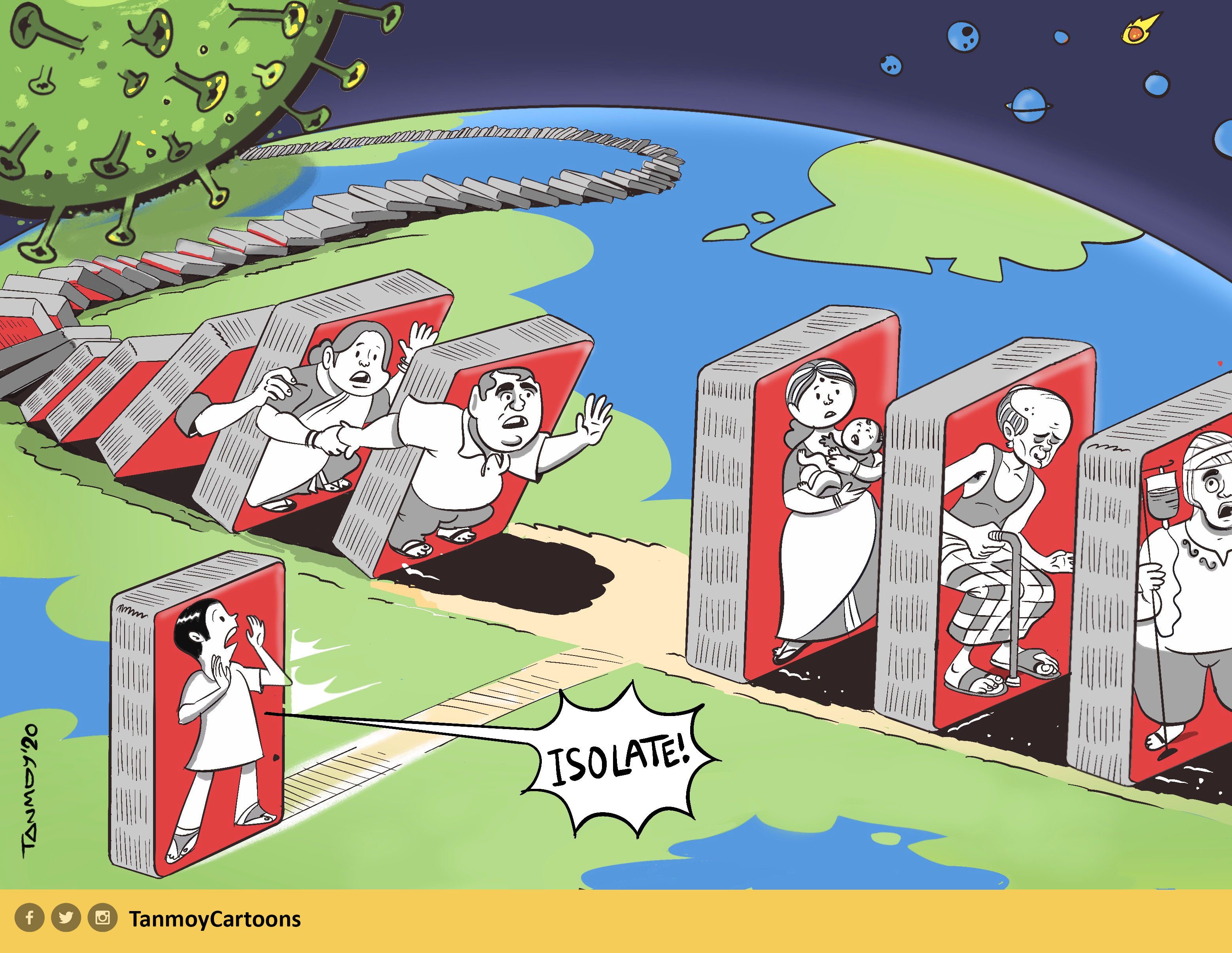
Бангладеський плакат, який закликає дотримуватися соціального дистанціювання.

Після виявлення 8 підтверджених випадків коронавірусної хвороби в країні, за розпорядженням уряду 17 березня закриті усі школи в країні. У цей же період закритий також і університет у Дацці. Це призвело до збільшення відвідувачів на пляжах біля Читтагонга і Кокс-Базара, не зважаючи урядові карантинні заходи. Уряд також заборонив богослужіння в мечетях, проте більшість мулл відмовились виконувати рішення уряду та постанови керівників духовних управлінь мусульман країни. Співробітники Атлантичної ради США родом з Бангладеш Ірфан Норуддін і Рудабех Шахід назвали заходи уряду суперечливими з «недоліком примусу».
23 березня, після виявлення в країні 33 випадків коронавірусної хвороби, уряд своїм розпорядженням з 26 березня до 4 квітня 2020 року ввів у країні десятиденні вихідні дні, під час яких мають бути закриті всі державні та приватні заклади, за винятком служб невідкладного реагування. Громадян країни закликали дотримуватися соціального дистанціювання та залишатися за можливості вдома. Обмежено рух громадського транспорту, та рекомендовано громадянам не користуватися ним. Засоби масової інформації охарактеризували здійснені заходи як «локдаун», хоча й «послаблений».
Для підтримки режиму соціального дистанціювання уряд країни задіяв військовослужбовців збройних сил. Австралійська радіокомпанія «ABC News» повідомила, що по всій території країни розгорнуті 290 загонів солдат, вулиці Дакки опустіли, а придорожні магазини закриті. У цьому повідомленні сказано, що тисячі людей покинули Дакку, та повернулись у свої рідні села.
9 квітня уряд Бангладеш встановив повну ізоляцію для округу Коксс-Базар, де знаходиться більшість таборів біженців рохінджа. За урядовою постановою, в'їзд і виїзд з району заборонений до покращення епідеміологічної ситуації.

### Обстеження на коронавірус та спостереження
На думку Amnesty International, найбільш незахищеними перед епідемією коронавірусної хвороби у Бангладеш є літні особи з числа біженців рохінджа, які живуть у численних переповнених таборах біженців, враховуючи високу смертність літніх людей від коронавірусної хвороби у більшості країн світу.
| Загальна кількість обстежень                                                                                     | 699,941 |
| --- | ------- |
| Проведено обстежень на 1 млн осіб                                                                                | 4,251   |
| Обстежень за останні 24 години                                                                                   | 18,498  |
| Загальна кількість позитивних результатів                                                                        | 130,474 |
| Наведені дані опубліковані Інститутом епідеміології, контролю захворювань та досліджень Бангладеш 26 червня 2020 |         |

### Медичні заходи
За офіційними даними, на початок пандемії коронавірусної хвороби у Бангладеш нараховувалось 1169 ліжок у відділеннях інтенсивної терапії, що становило 0,72 ліжка на 100000 осіб. Повідомлено, що 432 з цих ліжок розміщені у державних лікарнях, а 737 у приватних лікарнях. У країні нараховувалось 550 апаратів штучної вентиляції легень.
21 березня інститут епідеміології та контролю за хворобами Бангладеш оголосив, що для лікування коронавірусної хвороби у Дацці будуть додатково доступні 150 ліжок інтенсивної терапії, а також розгортаються додаткові ліжка в інших містах країни. 8 квітня повідомлено, що розгорнуті додатково ще 112 ліжок інтенсивної терапії, з них 79 у Дацці, 26 у Майменсінгху, 5 у Кхулні та 2 у Сілеті. Уряд також розпорядився закупити ще 380 апаратів штучної вентиляції легень. Також у країні розгорнуто 7693 карантинних ліжка.

### Боротьба з дезинформацією
У Бангладеш зареєстровано кілька випадків арешту осіб, яких звинуватили у поширенні неправдивої інформації щодо пандемії коронавірусної хвороби. За даними Human Rights Watch, з середини березня 2020 року за розпорядженням влади, найімовірніше, заарештувано щонайменше десяток людей, включаючи лікаря, опозиційних активістів та студентів, за їх коментарі щодо коронавірусу, що підпадають під порушення так званого закон про безпеку.

## Вплив епідемії

### Вплив на економіку
Пандемія коронавірусної хвороби значно вплинула на заробіток як домогосподарств, так і особистого заробітку, в Бангладеш: близько 13 % людей стали безробітними, особи з нижчих та середніх верств населення вже за кілька місяців епідемії відчули значне падіння доходів. Доступний дохід жителів країни має тенденцію до зниження. Одночасно за прогнозами Бангладешського інституту досліджень розвитку суспільства кількість осіб за межею бідності в країні може зрости на 25,13 %.
Пандемія спричинила значне падіння майже у всіх галузях економіки, зокрема, зокрема, вона спричинила зменшення експорту на 16,93 %, імпорту на 17 %, а також зниження середнього доходу всіх малих та середніх підприємств на 66 % протягом 2020 року порівняно з тим же періодом 2019 року. Протягом 2020 року спостерігалось виключно збільшення грошових переказів з-за кордону на 11 %.
Незважаючи на те, що швейним фабрикам у Бангладеш дозволили працювати під час епідемії коронавірусної хвороби та локдауну в країні, за оцінками експертів, близько 1 мільйона працівників, що становить близько чверті працюючих в швейній галузі, були звільнені з роботи через скорочення замовлень на швейні вироби на експорт.
5 квітня прем'єр-міністр країни Шейх Хасіна Вазед оголосила про виділення пакету фінансової допомоги для стимулювання економіки на суму, еквівалентну 8 мільярдам доларів США.

### Освіта
У Бангладеш на початок епідемії коронавірусної хвороби діяло близько 200 тисяч навчальних закладів по всій країні, в яких навчалось 40 мільйонів осіб.
У березні 2020 року задля стримування поширення епідемії коронавірусної хвороби в Бангладеш закрито всі учбові заклади. Спочатку, 17 березня, коли в Бангладеш виявлено 8 випадків хвороби, уряд повідомив, що всі школи в країні будуть закриті до кінця березня. У той же період університет Дакки також був закритий на карантин. Міністерство освіти пізніше повідомило про продовження терміну закриття учбових закладів до 9 квітня, а якщо ситуація не покращиться, то цей термін буде продовжений. 9 квітня Університет Дакки повідомив, що університет буде закритий на невизначений термін. Оскільки освітні заклади все ще були закриті до кінця квітня, прем'єр-міністр Шейх Хасіна Вазед заявила, що вони можуть залишатися закритими до вересня 2020 року, якщо ситуація не покращиться. Прем'єр-міністр країни повідомила, що всі учбові заклади в країні відкриються лише після покращення епідеміологічної ситуації, та закликала урядовців не поспішати з відкриттям шкіл. 14 червня Міністерство освіти офіційно продовжило закриття шкіл до 6 серпня. 27 серпня міністерство освіти підтвердило, що школи залишатимуться закритими до 3 жовтня.
Університет Дакки розпочав онлайн-заняття в липні 2020 року, як і багато інших університетів та шкіл. Низка експертів та частина студентів висловили занепокоєння щодо доступності онлайн-занять для багатьох студентів у Бангладеш, зокрема для бідніших студентів, особливо у сільській місцевості, яким бракує пристроїв та підключення до Інтернету для початку онлайн-занять. Частина експертів вважає, що онлайн-заняття лише поглиблять освітній розрив, наслідком чого стане те, що менш забезпечені (які зазвичай навчаються у державних університетах та живуть лише за стипендію) відставатимуть від своїх одногрупників через відсутність доступності до онлайн-занять.
Закриття шкіл вплинуло на терміни проведення стандартизованих шкільних іспитів. Екзамени на здобуття повної середньої освіти, які мали відбутися в квітні 2020 року, були відкладені на невизначений термін. Станом на серпень 2020 року школи в країні ще не працювали, на той час ще була велика невизначеність відносно подальшої роботи шкіл та проведення екзаменів, зокрема, коли будуть проведені екзамени за молодшу школу та початковий рівень середньої освіти, які зазвичай проводяться в листопаді, та коли будуть проходити екзамени на здобуття повної середньої освіти. 24 серпня повідомлено, що екзамени на здобуття повної середньої освіти проводитись не будуть, а оцінки будуть проводити школи. Пізніше 27 серпня підтверджено, що екзамени за молодшу школу не буде проводитися, та випущений циркуляр, згідно якого закриття шкіл продовжено до 3 жовтня. Експерти в галузі охорони здоров'я заявляли, що всі учбові заклади в Бангладеш будуть відкриті знову лише в цьому випадку, якщо максимальний темп росту кількості інфікувань складає 2 % або якщо мінімальний період подвоєння кількості випадків хвороби складе 30 днів. Експерти також заявляли, що учбові заклади можна буде відкривати лише в цьому випадку, якщо крива випадків хвороби буде згладжуватися, або коли кількість випадків буде зменшуватися. На думку частини експертів, всі учбові заклади відкриються знову лише тоді, коли максимальна кількість нових випадків на добу буде не перевищувати 3 тисячі, або якщо мінімальна кількість випадків за добу перевищить 1500. На думку частини експертів, учбові заклади в країні слід відкривати в тому випадку, коли мінімальний рівень одужань буде становити не менше 50 %.
Оскільки школи все ще закриті в лютому та квітні 2021 року, коли зазвичай проводяться стандартизовані іспити, то вони не проводились, як зазвичай. Однак у липні 2021 року міністерство освіти оголосило, що готується провести зовнішнє незалежне оцінювання 2021 року в листопаді та грудні відповідно, залежно від ситуації з COVID-19.
Навчальні заклади залишалися закритими більше року. На тлі зростання кількості випадків заплановане відкриття навчальних закладів, заплановане на 30 березня 2021 року (після низки відкладень), було знову відкладено до 23 травня 2021 року, згідно з розпорядженням міністра освіти в березні 2021 року. У червні 2021 року знову повідомлено, що школи не відкриються, як планувалося, через зростання кількості випадків хвороби.

### Трудові мігранти
Запровадження карантинних заходів, економічний спад і зменшення глобальної мобільності по всьому світу серйозно вплинули на бангладеських трудових мігрантів. Наводились дані, що близько 10 мільйонів бангладешців працюють за кордоном, особливо на Близькому Сході. Тисячі цих працівників були змушені повернутися до Бангладеш, в основному через звільнення з роботи. Зокрема, Кувейт запропонував законопроект, згідно з яким 200 тисяч із 350 тисяч бангладеських робітників змушені були залишити країну. Згідно зі звітом Міжнародної організації з міграції, опублікованим у серпні 2020 року, більшість із цих працівників важко знаходили роботу в Бангладеш після повернення, і 70 % з них стали безробітними.

### Біженці-рохінджа
На момент початку пандемії на території Бангладеш знаходилось понад мільйон біженців-рохінджа у таборах біженців у районі Кокс-Базара. За інформацією засобів масової інформації в кожному десятому домогосподарстві таборів біженців є принаймні одна особа віком до 5 років із хронічною хворобою чи інвалідністю, що збільшує ризик ускладнень або смерті при захворюванні на коронавірусну хворобу. Висока щільність населення, незадовільні санітарні умови та обмежений доступ до медичного обслуговування у таборах сприяють поширенню інфекційних хвороб, зокрема й COVID-19.
9 квітня уряд Бангладеш ухвалив рішення про суворий карантин для таборів біженців, зокрема повну заборону пересування осіб з таборів біженців за межі таборів та вхід до таборів, аж до покращення епідеміологічної ситуації. Станом на 23 червня 2020 року, у 46 біженців-рохінджа виявлено позитивний тест на коронавірус, з них 5 хворих рохінджа померли. Станом на 7 серпня 2020 року кількість підтверджених випадків коронавірусної хвороби серед біженців зросла до 78, а кількість померлих до 6.
Дослідження «Save the Children» та інші дослідження, проведене у травні 2020 року серед дітей біженців, показали, що 40 % дітей-рохінджа в таборах біженців відчували страх перед смертю від коронавірусної хвороби або втрати ними близьких. Онно ван Манен, регіональний директор організації «Save the Children» у Бангладеш, повідомив, що діти біженців оворили представникам організації, що вони бояться сметі, та що страх померти самим або втратити близьку людину для цих дітей може бути дуже великим, особливо після того, як вони пережили сильну травму і втрату, після того як вони вимушені були покинути свої будинки в М'янмі, та жити останні три роки в переповненому таборі для біженців. Організація «Save the Children» повідомила про відкриття нового ізолятора та лікувального центру для хворих з COVID-19 на 60 ліжок.
Існують занепокоєння щодо того, що коронавірусна хвороба може бути смертельною для літніх рохінджа, зокрема за даними Amnesty International за червень 2019 року, літні біженці-рохінджа в бангладеських таборах отримують гуманітарну допомогу в останню чергу.

### Померлі громадяни Бангладеш за кордоном
За даними засобів масової інформації, станом на 17 квітня 2020 року в США від коронавірусної хвороби померли 147 громадян Бангладеш.

## Деталі перебігу епідемії

### Одужання
3 травня загальна кількість хворих, які одужали, в Бангладеш перетнула позначку в 1000 осіб, і різко зросла після того, як було вирішено застосовувати для підрахунку осіб, які одужали, нову методику. На початку червня кількість хворих, які одужали від коронавірусної хвороби в країні, перетнула позначку в 10000 осіб. 15 червня повідомлено про рекордну кількість одужань за день — 15 тисяч, після чого кількість одужань в країні зросла до 34027 випадків. 18 червня кількість одужань у країні досягла 40000 осіб, а до кінця тижня вона досягла кількості у 50000 осіб. На початку липня кількість осіб, які одужали від коронавірусної хвороби, перевищила 60000. На 4 липня в країні нараховується понад 70000 осіб, які одужали від коронавірусної хвороби.
До початку травня кількість хворих, які одужали від коронавірусної хвороби, у Бангладеш була дуже низькою. Темпи зростання кількості одужань розпочали різко зростати з 3 травня, коли за день кількість одужань збільшилась на 11 %, та надалі продовжував зростати. Кількість одужань знову різко зросла в червні, рівень одужань до середини червня становив 38 %, на кінець червня він становив понад 40 %.

### Обмеження авіарейсів
У березні 2020 року Бангладеш призупинив як усі міжнародні, так і внутрішні авіарейси, за винятком авіасполучення з Великою Британією. У квітні також дозволено авіасполучення з Китаєм. На початку червня відновлено внутрішні авіарейси. 16 червня, після різкого зросту виздоровлень у країні, та різкого збільшення кількості випадків хвороби в країні, оскільки за два дні до цього Бангладеш за загальною кількістю випадків хвороби перегнав джерело інфекції Китай, частково відновлено також міжнародні авіарейси. У цей час відновлено авіасполучення з Катаром. 21 червня поновились авіарейси до і з Великої Британії. 24 червня, після того, як крива випадків COVID-19 у Бангладеш розпочала згладжуватися, відновилося авіасполучення з ОАЕ. Авіасполучення з Туреччиною та Саудівською Аравією відновилось 3 липня. Раніше уряд планував, що авіасполучення з Туреччиною буде призупинено до 7 липня. 6 липня рішенням уряду продовжено заборону на авіасполучення з рештою країн. За день, у зв'язку з погіршенням епідеміологічної ситуації, повторно, до 15 липня, призупинено авіасполучення з Туреччиною. Авіасполучення з Італією призупинено ще раніше, не зважаючи на те, що в цей період кількість нових випадків коронавірусної хвороби в країні розпочала зменшуватися. У цей же час призупинено авіасполучення з Японією.
Представлення сертифіката з негативним результатом тестування на COVID-19 з 23 липня 2020 року стало обов'язковим для всіх громадян Бангладеш, які бажають виїхати за кордон. Уряд розпорядився, що всі пасажири повинні мати документ, що підтверджує негативний результат тесту, який був проведений протягом 72 годин до поїздки, незалежно від пункту призначення та використовуваної авіакомпанії. Ці тестування мали проводитися в одному з 16 конкретних державних лабораторних закладів. Проте на міжвідомчому засіданні 30 липня повідомлено, що ухвалено рішення, що сертифікати вимагатимуться лише для тих пасажирів, країна призначення яких або політика даної авіакомпанії вимагає такого сертифікату.
З 1 червня відновились внутрішні авіарейси в країні, проте пасажирів на початку було мало. Управління цивільної авіації Бангладеш дало вказівку, що всі авіакомпанії повинні мати не менше 30 % вільних місць у салонах у кожному рейсі, щоб забезпечити соціальне дистанціювання, зберігаючи мінімальний зазор сидіння між двома пасажирами, якщо вони не є членами однієї сім'ї, і що передній або останній ряд місць на кожному рейсі повинен залишатися вільним для перевезення пасажира з підозрою на коронавірусну хворобу. Окрім того, екіпаж повинен надавати лише необхідні послуги в польоті, а їжа та напої будуть подаватися лише під час рейсу з часом тривалості не менше ніж 1,5 години. 13 вересня 2020 року обмеження щодо пасажирських місць було скасовано, залишилась лише вимога залишити два ряди вільними для пасажирів з підозрою на коронавірусну хворобу.

### Розробка, клінічні дослідження вакцини та вакцинація
21 червня уряд Китаю запропонував уряду Бангладеш отримати вакцину проти COVID-19 у пріоритетному порядку відразу після її розробки. 26 червня уряд Китаю заявив, що він може провести другий етап клінічних досліджень вакцини проти коронавірусної хвороби у Бангладеш. Також китайський уряд повідомив, що вакцину проти коронавірусної хвороби у випадку швидкої її розробки можуть надати Бангладеш ще до серпня у пріорітетному порядку.
У липні 2020 року рада медичних досліджень Бангладеш дозволила компанії «Sinovac Biotech» розпочати випробування третьої фази кандидата на вакцину проти COVID-19 (тепер відомої як Коронавак) у Міжнародному центрі дослідження діарейних захворювань у Бангладеш. Пізніше уряд Бангладеш вирішив скасувати випробування цієї вакцини.
У середині 2020 року в Бангладеш розпочали розробку власної вакцини проти коронавірусної хвороби. Єдина бангладеська компанія фактично розробила 3 вакцини проти COVID-19 з різними технологіями. Компанія назвала вакцину на основі мРНК «Bangavax», яка спочатку називалася «Bancovid». Компанія «Globe Biotech» зробила всі необхідні кроки з грудня 2020 року по січень 2021 року, щоб отримати дозвіл на етичне схвалення для проведення першого клінічного випробування «Bangavax», який також увійшов до списку «Проект ландшафту та відстеження кандидатів на вакцини проти COVID-19» Всесвітньої організації охорони здоров'я.
5 листопада 2020 року було підписано тристоронню угоду між урядом Бангладеш, Інститутом сироватки крові Індії та компанією «Beximco Pharma» з Бангладеш. Згідно з угодою, Бангладеш замовила 30 мільйонів доз вакцини Oxford–AstraZeneca в Інституту сироватки крові через «Beximco» по 4 долари за дозу. З іншого боку, уряд Індії подарував Бангладешу 3,2 мільйона доз, які також були виготовлені Інститутом сироватки крові. Але інститут сироватки крові поставив лише 7 мільйонів доз за тристоронньою угодою за перші 2 місяці року. Унаслідок цього доставка вакцини була перервана через дефіцит постачання. Більшість осіб, які отримали першу дозу, не отримали другу дозу вчасно. Неотримання другої дози в належний час може знизити ефективність вакцинації. Крім того, кілька жителівн Бангладеш висловили сумніви щодо ефективності та безпеки вакцини. Бангладеш розпочав шукати альтернативні джерела вакцини, оскільки Індія не постачала вакцину згідно з графіком угоди.
28 квітня 2021 року уряд Бангладеш схвалює пропозицію щодо місцевих закупівель російської вакцини «Спутник V» і китайської «Sinopharm BIBP». Регуляторний орган Бангладеш схвалив екстрене використання вакцини «Спутник V» 27 квітня та вакцини Sinopharm BIBP 29 квітня 2021 року.
У червні 2021 року було відновлено програму вакцинації (зупинену в квітні через дефіцит постачання) за рахунок поставок вакцини «Sinopharm BIBP» з Китаю, а в липні — вакцини Pfizer–BioNTech і вакцини «Moderna» від COVAX. Але забезпечити щепленням жителів міських нетрів Бангладеш, які перебувають у неблагоприємному соціально-економічному становищі, було складно.

### Швидкість передачі
На перших етапах швидкість поширення коронавірусної хвороби в Бангладеш дорівнювала 2, що означало, що від однієї людини могли інфікуватися вірусом дві людини. Проте пізніше швидкість передачі вірусу в країні розпочала знижуватися. Станом на 26 червня швидкість передачі вірусу знизилася до 1,06; що є хорошою ознакою, та свідчить про сповільнення поширення інфекції.
На початку липня міністр охорони здоров'я Бангладеш Захід Малік заявив, що ситуація в країні покращилася, оскільки темп зростання кількості нових випадків сповільнився, збільшився також період подвоєння загальної кількості випадків хвороби, щоденна мінімальна кількість тестів на COVID-19 також зросла до 15000. Він також зазначив, що 3 липня, на наступний день після того, як загальна кількість випадків у країні зросла до 150 тисяч, темп зростання кількості нових випадків знизився до 2,5 %, та залишається на низькому рівні від цього дня.

### Вирівнювання кривої випадків
Міністр охорони здоров'я Бангладеш Захід Малік повідомив, що крива нових випадків коронавірусної хвороби в країні розпочалась вирівнюватися 23 червня, після того, як у країні щоденно проводились кілька тисяч обстежень на коронавірус, наслідком чого стало зниження приросту нових випадків хвороби, і крива нових випадків почала згладжуватися останні вісім днів червня та перші шість днів липня. Малік повідомив, що крива випадків знову пішла уверх після шести днів сплющення. 26 червня у країні проведено 18188 тестувань на коронавірус, що є одним із найвищих показників тестування за добу.
Частина експертів з охорони здоров'я вважають, що Бангладеш вдалося згладити криву нових випадків, уповільнити темпи зростання приросту нових випадків та продовжити період подвоєння кількості випадків хвороби. З 13 липня крива нових випадків у країні сплющилась. До 27 червня, за чотири дні після того, як крива нових випадків в країні розпочала сплющуватися, у Бангладеш проведено 700 тисяч обстежень на коронавірусну хворобу.

### Тестування на COVID-19
Кількість проведених обстежень на коронавірус у Бангладеш 7 травня перевищила показник у 100 тисяч обстежень. Менш ніж за два тижні кількість обстежень на коронавірус перевищила показник у 200 тисяч обстежень. у кінці травня в країні проведено вже понад 300 тисяч обстежень на коронавірус. 8 червня кількість проведених обстежень досягла позначки в 400 тисяч, а за шість днів — 500 тисяч. 21 червня цей показник склав 600 тисяч обстежень, а 27 червня досяг позначки 700 тисяч обстежень. За п'ять днів кількість обстежень на коронавірус досягла позначки 800 тисяч. 9 липня кількість обстежень досягла позначки 900 тисяч. Мінімальна кількість обстежень на тиждень досягла позначки в 100 тисяч. У липні за добу в країні проводилось щонайменше 10 тисяч обстежень на коронавірус. За червень в країні проведено понад 450 тисяч обстежень на коронавірус.
Стан на 17 липня в Бангладеш проведено більш ніж 1 мільйон обстежень на коронавірус. Експерти з охорони здоров'я висловлювали думку, що мінімальною кількістю обстежень на тиждень для Бангладеш є 100 тисяч тестів, та 15 тисяч тестів щоденно. Бангладеш постійно показував один із найнижчих показників тестування на душу населення у світі, і часто висловлювалися побоювання, що рівень тестування недостатній для точного розуміння поширення інфекції, особливо в районах за межами округу Дакка.
Протягом 2020 року та першої половини 2021 року в Бангладеш жодного разу не було прийнято планове тестування. Кількість проведених тестів на той час коливалася приблизно від 10 до 18 тисяч на день, причому кількість тестів зростала в міру сплеску заражень під час хвилі, але після завершення хвилі зменшувалася, що низка оглядачів вважали як реакцію влади на сплеск випадків хвороби. Станом на 16 липня 2021 року було проведено приблизно 7,2 мільйона тестів, що відповідає одному тесту на 23 особи, що є найнижчим показником у Південній Азії після Афганістану.
Бангладеш переважно залежить від використання ПЛР-тестів. У грудні 2020 року використання швидких тестів було випробувано в 10 районах, але поширеність їх не була високою, і люди віддавали перевагу використанню ПЛР-тестів. У червні 2021 року влада дозволила приватним лікарням і лабораторіям проводити швидкі тести, які можуть видати результат за 20-30 хвилин, але менш надійні.
Існувала думка, що вартість тесту на COVID-19 для людини є перешкодою для частини людей пройти тестування. У червні 2020 року кількість тестів на добу досягла рівня приблизно у 18 тисяч до кінця місяця, але потім почала швидко знижуватися в липні (з типовими цифрами в діапазоні від 10 до 14 тисяч на день протягом липня і серпня). Причиною зниження назвали зміну в урядовій політиці після введення плати за тести (які досі були безкоштовними в державних установах), оголошеного 29 червня, і вимог щодо направлення лікаря на тестування. Було встановлено плату в розмірі 200 так за тестування, проведене в державних установах, і 500 так за зразки, взяті вдома. Незважаючи на те, що це було доступніше порівняно з оплатою в приватному секторі в розмірі від 3 до 4 тисяч так за тест, висловлено припущення, що це все одно демотивує людей, особливо враховуючи, що майже кожен четвертий житель країни живе за офіційно встановленою межею бідності. У липні 2021 року, коли кількість заражень значно зросла, влада оголосила, що відмовляється від плати за тестування в розмірі 100 так для тих, хто відчував, що не зможе її сплатити протягом липня. Швидкі тести на антигени коштували 100 так в державних установах і 700 так в приватних.

## Скандали та контроверсійні події

### Масові зібрання
18 квітня 2020 року під час встановленого в країні локдауну натовп у кількості близько 100 тисяч осіб зібрався в Сілеті з метою присутності на молитві під час поховання ісламського вченого Аллама Маулана Зубаєра Ахмеда Ансарі. Правил соціального дистанціювання під час поховальної церемонії не дотримувалися, оскільки, за повідомленнями, натовп перекривали майже два кілометри шосе Дакка—Сілет.

### Підробка сертифікатів щодо COVID-19
У липні 2020 року арештовано кілька осіб після того, як з'ясувалося, що одна з лікарень в Дацці видала тисячі підроблених сертифікатів на COVID-19 з негативним результатом без проведення тестування. За словами представника правоохоронних органів, лікарня нібито провела 10500 тестів на коронавірус, з них 4200 справжніх, а решта, 6300 протоколів про тестування, були надані без проведення тестів. Підраховано, що унаслідок цієї незаконної діяльності правопорушники заробили від двох до трьох крор така (приблизно від 230 до 350 тисяч доларів США). Після дев'ятиденних розшуків головного лікаря цієї лікарні Мохаммада Шахеда було заарештовано поблизу індійського кордону, замотаного в паранджу. Ця лікарня підписала угоду з Генеральним управлінням охорони здоров'я щодо лікування хворих коронавірусною хворобою, незважаючи на те, що ліцензія на право діяльності як закладу охорони здоров'я в цієї лікарні закінчилась ще в 2014 році.

### Відмови в лікуванні
Страх інфікування COVID-19, особливо в перші місяці епідемії, спричинив відмову багатьом хворим, у яких була підозра на коронавірусну хворобу, в стаціонарному лікуванні, як у державних, так і в приватних лікарнях, що призводило в багатьох випадках до смерті хворих. Зокрема, у квітні 2020 року студент Університету Дакки Суман Чакма помер після відмови у лікуванні раку легенів у кількох лікарнях Дакки, які побоювались, що симптоми його хвороби можуть бути подібними до симптомів коронавірусної хвороби. Засоби масової інформації повідомляли про ще кілька випадків, коли протягом квітня—червня хворим, які не мали сертифікатів про негативний результат тестування на COVID-19, було відмовлено у прийманні до багатьох лікарень, в тому числі п'ятирічній дитині, яку збила машина, в кількох лікарнях у Чатограмі, і навіть співробітник міністерства продовольства Гаутам Айх Саркер помер від захворювання нирок після того, як йому відмовили в госпіталізації в кількох лікарнях Дакки. У червні 2020 року 22-річна медсестра Хабіба Султана померла після відмови у невідкладному лікуванні в лікарні, в якій вона працювала, у зв'язку з інсультом. У неї був негативний тест на COVID-19, але документ вона загубила, і тому їй спочатку відмовили у госпіталізації, та прийняли в лікарню лише через кілька годин, коли до цього долучилася поліція, але до того часу вона вже померла.
Уряд зайняв тверду позицію щодо засудження цих випадків. Відносно випадку студента Університету Дакки Сумана Чакми, прем'єр-міністр країни Шейх Хасіна Вазед сказала про лікарів, які були залучені до цього випадку, що «вони не заслуговують на те, щоб працювати лікарем або займатися іншою роботою. Я думаю, що їх слід вигнати з роботи», і що «лікарі зобов'язані виконувати свої обов'язки». Міністерство охорони здоров'я попередило про суворі заходи проти лікарень, які відмовляли в лікуванні хворим з підозрою на коронавірусну хворобу, включно зі скасуванням ліцензій, якщо вони порушують умови надання медичної допомоги. Служба здоров'я Бангладеш заявила, що лікарні повинні інформувати їх, якщо вони не можуть прийняти будь-якого хворого з підозрою на COVID-19, який звертається з проханням про лікування, і що лікарні, що порушують цей порядок, будуть отримувати штрафні санкції. 11 травня міністерство охорони здоров'я видало наказ про те, що всі приватні лікарні повинні дотримуватися спеціальних директив щодо підозр на коронавірусну хворобу, і не відмовляти жодним хворим, якщо вони мають відповідні діагностичні та лікувальні потужності. Того ж дня міністерство дало подібну директиву державним лікарням. 24 травня міністерство видало чергове розпорядження, в якому всім урядовим та приватним лікарням на 50 і більше ліжок було розроблено окремі протоколи лікування хворих COVID-19. Проте, незважаючи на ці заходи, випадки відмови хворим у лікуванні на підставі підозр на симптоми COVID-19 продовжувалися.

## Детальна хронологія

### Березень
8 березня підтверджено перші три випадки коронавірусної хвороби в країні. Директор національного епідеміологічного інституту професор Меєраді Сабріна Флора на прес-конференції заявила, що хворими є два чоловіки з Нараянганджа та одна жінка з Мадаріпура. Хворі мали вік від 20 до 35 років. Двоє чоловіків повернулись з Італії, а жінка була членом сім'ї одного з чоловіків. Цього дня національний епідеміологічний інститут відкрив три гарячі телефонні лінії для отримання інформації про коронавірусну хворобу. На цей день у країні проведено 111 обстежень на коронавірус. Цього ж дня задля уникнення скупчення людей уряд країни вирішив скасувати заплановані на 17 березня заходи до сторіччя з дня народження першого президента країни Муджибура Рахмана.
16 березня директор національного епідеміологічного інституту Меєраді Сабіна Флора повідомила, що в Бангладеш виявлено ще 3 хворих з коронавірусною хворобою, двоє з яких діти. Міністерство освіти країни повідомило, що за його розпорядженням усі школи в країні будуть закриті до 31 березня, а університет у Дацці з 18 до 28 березня.
17 березня в країні виявлено ще два випадки коронавірусної хвороби. Один із нових хворих нещодавно повернувся з-за кордону, а другий знаходився в карантині.
18 березня повідомлено про першу смерть від коронавірусної хвороби в країні. Померлому було більше ніж 70 років, він мав низку супутніх захворювань, зокрема ХОЗЛ, діабет, гіпертензію, та він мав проблеми з серцем. За останню добу в країні виявлено ще 4 хворих коронавірусною хворобою (серед них 3 чоловіки та одна жінка) серед 49 обстежених з підозрою на коронавірусну інфекцію. Троє чоловіків нещодавно повернулись з Італії та Кувейту, жінка була членом родини одного з хворих, виявлених раніше.
Незважаючи на ризик інфікування коронавірусом, щонайменше 25 тисяч мусульман зібрались на ранкову молитву в мечеті Райпура в зілі Лакшміпур, з метою молитви щодо подолання епідемії COVID-19.
Станом на 19 березня, з 21 січня в країні проведено 397 обстежень на коронавірус. Серед цих хворих виявлено 17 позитивних обстежень, один хворий помер, троє хворих одужали. За добу проведено 46 обстежень на коронавірус, виявлено три позитивних випадки (двоє чоловіків віком 32 і 65 років і одна жінка віком 22 роки), усі вони є членами родини одного з раніше виявлених хворих, який повернувся з Італії.
Влада Бангладеш 19 березня ввела перший локдаун у країні в населеному пункті Шибчар зіли Мадаріпур, який розпочав діяти з 20 години вечора. Цей локдаун введено у Шибчарі та ще трьох населених пунктах упазіли Шибчар задля протидії поширенню коронавірусної хвороби, після того, як у 9 осіб з цієї місцевості підтверджено позитивний результат обстеження на коронавірусну хворобу.
20 березня в урядовому прес-релізі повідомлено, що з пандемії проведено 433 обстеження на коронавірусну інфекцію, виявлено 20 хворих, з початку епідемії в країні одужали 3 особи, помер 1 хворий унаслідок коронавірусної хвороби. За останню добу проведено 24 обстеження, виявлено 4 хворих (3 чоловіків і жінку). З них 30-річна жінка та 70-річний чоловік мали контакт з особою. яка нещодавно повернулась з-за кордону. Ще один чоловік, віком 30 років, нещодавно відвідував Рим та Берлін. Хворий 70 років направлений для лікування у відділення інтенствної терапії у зв'язку з тим, що він знаходився у критичному стані.
20 березня вимушений був закритися на карантин один із найбільших у світі будинок розпусти в селі Даулатдія.
Перша бангладеська альпіністка, яка скорила Сім вершин, Васфія Назрін, повідомила у Facebook, що в неї виявили COVID-19 у Лос-Анджелесі.
Станом на 21 березня в країні обстежено на коронавірус 433 особи, виявлено 24 хворих, 3 хворих одужали, 1 хворий помер. Згідно урядового прес-релізу, за останню добу в країні обстежено на коронавірус 36 осіб, позитивний результат підтверджено в 4 осіб.
Цього ж дня повідомлено про другу смерть від коронавірусної хвороби в країні. Померлим став 70-річний чоловік, який імовірно став першим померлим у країні, який інфікувався внаслідок внутрішньої передачі віруса, оскільки ні він, ні його близькі не виїзджали за кордон. Після його смерті в лікарні місцева влада закрила на карантин дільницю Толарба в районі Мірпур у Дацці.
Станом на 22 березня у країні обстежено на коронавірус 564 особи, серед яких виявлено 27 позитивних випадків, 5 хворих одужали та 2 хворих померли. Згідно урядового прес-релізу, за останню добу проведено 65 обстежень на коронавірус, виявлено 3 нових випадки хвороби. Серед них був 30-річний лікар, який лікував померлого 20 березня хворого. Відкладено екзамени на атестат про обов'язкову сердню освіту, які мали відбутися 1 квітня.
Станом на 23 березня у країні проведено загалом 620 обстежень на коронавірус, зареєстровано 33 позитивних випадки, 5 одужань та 3 смерті. Серед тих, у кого підтверджено позитивний аналіз на коронавірус, 2 молодші 10 років, 1 від 10 до 20 років, 9 — від 21 до 30 років, 9 — від 31 до 40 років, 5 — від 41 до 50 років, 1 — від 51 до 60 років, 6 — більше 60 років. Серед 33 хворих 15 проживали в Дацці, 10 — у Мадаріпурі, 3 в Нараянганджі, 2 в Гайбандхі, 1 в Коміллі, 1 в Газіпурі та 1 в Чуадангі. Серед них 13 осіб повернулись з-за кордону, інші інфікувались від тих, хто повернувся з-за кордону. Серед тих, хто повернувся з-за кордону, 6 повернулись з Італії, 2 з США, 2 з Великої Британії, 2 з інших європейських країн, 1 з Бахрейну, 1 з Індії и 1 з Кувейту. За останню добу проведено 56 обстежень на коронавірус, серед яких 6 обстежень виявились позитивними. Серед 6 нових випадків (3 чоловіки і 3 жінки) 3 є медичними працівниками (1 лікар та 2 медсестри), двоє хворих нещодавно повернулися з Індії та Бахрейну. Цього ж дня повідомлено про третю смерть, пов'язану з коронавірусною хворобою, в країні. Померлий був сусідом хворого, який нещодавно також помер від коронавірусної хвороби. Обидва, ймовірно, інфікувалися під час богослужіння в мечеті Толарба, яку вони обидва регулярно відвідували.
23 березня уряд Бангладеш оголосив про призупинення роботи всіх державних і приватних підприємств з 26 березня до 4 квітня для сповільнення подальшого поширення коронавірусної хвороби. Дозволено працювати лише службам екстреного реагування, зокрема правоохоронним органам та медичним закладам. Оголошено, що частини збройних сил країни з 24 березня змінять дислокацію для допомоги в дотриманні режиму карантину.
Станом на 24 березня у країні проведено 712 обстежень на коронавірус, 39 з яких були позитивними. 5 хворих на коронавірусну хворобу в країні одужали, 4 хворих померли. За останні 24 години у країні проведено 92 обстеження на коронавірус, 6 з яких були позитивними. Серед нових хворих один нещодавно повернувся з паломницької поїздки до Саудівської Аравії, інші контактували з хворими на коронавірусну хворобу. Протягом останньої доби зареєстровано ще одну смерть від коронавірусної хвороби в країні у жінки віком більше 70 років, з невідомим способом інфікування. Уряд країни призупинив на 10 днів пасажирське транспортне сполучення, включно з водним, залізничним та внутрішнім повітряним транспортом з 26 березня до 4 квітня. Для перевірки дотримання соціальної дистанції та інших карантинних заходів уряд ввів патрулювання військових та поліції на вулицях міст.
Станом на 25 березня у країні проведено 794 обстеження на коронавірус, з яких 39 були позитивними, зареєстровано 5 одужань та 5 смертей унаслідок коронавірусної хвороби. За останні 24 години обстежено 82 особи, нових позитивних результатів не виявлено. За останню добу від коронавірусної хвороби помер 1 хворий. П'ятому померлому хворому було 65 років, він був родичем одного з пацієнтів, у якого також підтверджено коронавірусну хворобу. Позитивний результат у цього хворого встановлений 18 березня, після чого він знаходився на стаціонарному лікуванні в лікарні. Після погіршення стану хворого перевели в лікарню бангладесько-кувейтської дружби. Стан хворого, зважаючи на супутні хвороби — артеріальну гіпертензію та цукровий діабет, погіршувався, і 25 березня він помер у лікарні.
25 березня скасовані всі внутрішні транспортні пасажирські рейси в країні.
Станом на 26 березня у країні загалом обстежено 920 осіб, за останню добу виявлено 44 нових випадків хвороби, за останню добу 11 хворих у країні одужали, 5 хворих коронавірусною хворобою померли. Згідно урядового прес-релізу, за останню добу обстежено 126 осіб, з яких 5 мали позитивний результат тесту. З них 2 особи у віці від 30 до 40 років, дві особи у віці 40—50 років, ще одна особа старша 60 років. Згідно цього ж повідомлення, одним із нових хворих виявився працівник міністерства охорони здоров'я.
У зв'язку з карантином Бангладеш святкував свій день незалежності у значно скороченому форматі, уряд скасував усі урочистості та масові зібрання для запобігання поширенню коронавірусної хвороби. Для створення святкової атмосфери важливі споруди та головні дороги були освітлені та прикрашені національними прапорами. Цей день став першим день 10-денного локдауну, який уряд оголосив задля запобігання поширенню коронавірусної інфекції.
Станом на 27 березня у країні загалом обстежено на коронавірус 1026 осіб, з яких 48 обстежень були позитивними, у країні на цей день зареєстровано 11 одужань та 5 смертей унаслідок коронавірусної хвороби. За останню добу обстежено 106 осіб, 4 обстеження з них були позитивними. Серед 4 нових випадків (3 жінки та 1 чоловік) 2 — лікарі, які лікували пацієнтів, інфікованих COVID-19. 2 нових випадки зареєстровані в Дацці, а 2 — в інших населених пунктах. Троє з нових хворих мали контакти з попередньо зареєстрованими хворими коронавірусною хворобою, джерело інфікування ще одного хворого невідоме. Уряд країни повідомив, що окрім інституту епідеміології, ще три заклади в країні розпочали проведення обстежень на коронавірус — інститут громадського здоров'я, лікарня Дакка Шишу та Бангладеський інститут тропічних та інфекційних хвороб. Згідно низки джерел, хворі з перебігом хвороби, подібним до COVID-19, проте не діагностованим як коронавірусна хвороба, померли в Кокс-Базарі, Джессорі, Хаграчарі, Ноахалі, Раджшаху та низці інших населених пунктів.
Авіакомпанія «Biman Bangladesh» повідомила, що призупиняє всі внутрішні та міжнародні рейси з 30 березня до 7 квітня. Авіакомпанія повідомила, що останній рейс на Лондон і Манчестер відбудеться 29 березня, а назад до Дакки 30 березня.
Незважаючи на карантин та локдаун, мусульмани по всій країні здійснили Джума-намаз у мечетях країни у п'ятницю.
Бангладеш отримав медичні витратні матеріали, включно з 30 тисячами наборів для тестування на COVID-19 від фонду Джека Ма, засновника «Alibaba Group».
28 березня повідомлено, що всього за останню добу проведено 47 обстежень на коронавірус, нових позитивних результатів не було. 4 хворих видужали після COVID-19. З початку епідемії проведено обстеження 1076 осіб, виявлено 48 позитивних результатів, 5 хворих померли, 15 хворих одужали. Проте низка експертів стверджували, що багато хворих не увійшли до офіційної статистики через низький рівень тестування.
29 березня повідомлено, що протягом останньої доби в країні проведено 109 обстежень на коронавірус, позитивних результатів обстежень не зафіксовано. За останню добу також не зафіксовано нових смертей від коронавірусної хвороби. Ці дані надали інститут епідеміології, інститут суспільного здоров'я та Бангладеський інститут тропічних та інфекційних хвороб. На цей день у країні проведено 1095 обстежень на коронавірус, виявлено 48 випадків хвороби, 5 хворих померли, 15 хворих одужали. У низці населених пунктів країни, зокрема Баришалі, Кхулні, Лалмонірхаті, Манікганджі та Патуахалі, помирали хворі із симптомами коронавірусної хвороби, яким не зробили тестів на коронавірус. Частину з них лікували в ізоляторах для хворих COVID-19 у місцевих лікарнях, а частині з них відмовили в лікуванні.
30 березня на брифінгу міністерстві охорони здоров'я, за останню добу було проведено 153 тести, виявлено один новий позитивний випадок COVID-19. Станом на 30 березня 2020 року загальна кількість випадків COVID-19 в країні становить 49.
31 березня повідомлено, що за останню добу проведено 140 тестувань на коронавірус, 2 з яких виявились позитивними. За даними національного інституту епідеміології, за останню добу не зареєстровано нових смертей від коронавірусної хвороби. На цей день тестування на коронавірусну хворобу проводились у країні в інституті епідеміології та гігієни, Бангладеському інституті тропічних та інфекційних захворювань, лікарні Дакка Шишу, міжнародному центрі досліджень діарейних хвороб та інституті патології Збройних сил Бангладеш. Станом на цей день у цілому по країні проведено 1602 обстеження на коронавірус, виявлено 51 позитивний випадок, 5 хворих померли, 25 хворих одужали. Проте й надалі утруднений доступ до обстеження на коронавірус залишався проблемою для значної кількості хворих.

### Квітень
На відеоконференції 1 квітня міністр охорони здоров'я Бангладеш повідомив, що протягом останньої доби в країні виявлено ще 3 випадки коронавірусної хвороби, один хворий помер, унаслідок чого кількість інфікованих у країні зросла до 54, кількість померлих від коронавірусної хвороби в країні зросла до 6.
2 квітня повідомлено, що за останню добу проведено 141 тестування на коронавірус, два з яких були позитивно, обидва нових хворих чоловіки, один з яких у віці 30-40 років, а інший у вці 70–80 років. За офіційними даними, за останні 24 години не було нових смертей від COVID-19.
3 квітня повідомлено, що за останню добу проведено 513 обстежень на коронавірус, з них виявлено 5 позитивних результатів, унаслідок чого загальна кількість хворих зросла до 61. Цього дня не було зареєстровано нових смертей від коронавірусної хвороби. 100 сімей в Нараянганджі відправлені на самоізоляцію після того, як попереднього дня увечері у померлої жінки виявлено позитивний результат тесту на COVID-19. Бангладеський інститут епідеміології та гігієни повідомив про це, що жінка була інфікована коронавірусом, місцевих лікарів близько 19:00 2 квітня.
4 квітня повідомлено, що за останню добу зареєстровано 553 підозр на коронавірусну хворобу, проведено 434 обстеження на коронавірус, з яких 9 виявились позитивними, унаслідок чого кількість інфікованих у країні зросла до 70. За останню добу зареєстровано 2 нових випадки смерті від коронавірусної хвороби, унаслідок чого загальна кількість померлих від COVID-19 у країні зросла до 8.
5 квітня повідомлено, що за останню добу в країні проведено 367 тестувань на коронавірусну хворобу, з них 18 виявились позитивними, унаслідок чого кількість випадків коронавірусної хвороби зросла до 88. За останню добу помер один хворий, унаслідок чого кількість померлих у країні зросла до 9. Найбільше випадків зареєстровано у столиці країни Дацці — 54 випадки.
6 квітня зареєстровано найбільше на той день як нових випадків коронавірусної інфекції, так і випадків смерті від коронавірусної хвороби. Цього дня виявлено 35 нових випадків хвороби, 3 хворих померло, унаслідок чого в країні загалом зареєстровано 123 випадки коронавірусної хвороби, 12 хворих померли.
7 квітня в країні знову зареєстровано ще більше як випадків хвороби, так смертей від коронавірусної хвороби, виявлено 45 нових випадків хвороби, зареєстровано 5 нових смертей від коронавірусної хвороби. Кількість випадків хвороби в країні зросла з 123 до 164, а кількість смертей за добу зросла з 12 по 17.
За повідомленням директора інституту епідеміології та гігієни Бангладеш, 8 квітня ще 3 хворих померли в країні внаслідок коронавірусної інфекції, кількість померлих з початку епідемії в країні досягла кількості 20 осіб. За останню добу виявлено 55 нових хворих, кількість інфікованих у країні зросла до 219. за останню добу проведено 981 тестування на коронавірус, з них у столиці країни проведено 633 тестування.
9 квітня в країні виявлено 112 нових випадків коронавірусної хвороби, що за даними національного інституту епідеміології та гігієни стало найбільшим приростом кількості хворих від часу початку епідемії. Кількість померлих у країні зросла до 21. За добу проведено 1097 тестувань на коронавірус, як з Дакки, так і з інших провінцій країни, що стало найбільшою кількістю тестів на добу.
10 квітня за даними міністерства охорони здоров'я країни кількість померлих зросла з 21 до 27, загальна кількість випадків зросла до 424. За даними уряду, в країні за добу проведена найбільша з початку епідемії кількість тестувань на коронавірус — 1184 у 17 лабораторіях на всій території країни. на цей день у країні проведено загалом 7359 тестувань на коронавірус.
13 квітня під час брифінгу міністр охорони здоров'я країни повідомив про 39 смертей від коронавірусної хвороби в країні. За останню добу підтверджено 182 нових випадки коронавірусної хвороби, унаслідок чого загальна кількість випадків хвороби в країні досягла 803. За останню добу в Бангладеш проведено 1570 тестувань на коронавірус. За останню добу одужало 3 хворих, загальна кількість одужань після коронавірусної хвороби в країні на цей час становить 42.
14 квітня повідомлено про 7 нових смертей від коронавірусної хвороби, загальна кількість померлих за час епідемії в країні зросла до 46. За останню добу в країні виявлено 209 нових випадків хвороби, загальна кількість випадків коронавірусної хвороби в країні зросла до 1022.
18 квітня повідомлено про 309 нових випадків коронавірусної хвороби, за добу померло 9 хворих. Понад 100 тисяч осіб порушили заборону уряду про масові зібрання, відвідавши поховальну церемонію одного з лідерів ісламістської партії в районі Брахманбарія. Поховання вчителя ісламу Маулана Зубаєр Ахмада Ансарі порушувало заборону в країні збиратися групами не більше п'яти осіб. Поліція не зуміла контролювати натовп.
19 квітня за добу виявлено 312 хворих коронавірусною хворобою, за добу померли 7 хворих, 9 хворих одужали.
20 квітня за добу виявлено 492 хворих коронавірусною хворобою, що стало найбільшим показником з часу початку епідемії в країні. за останню добу в країні померло 10 хворих. Бангладешський банк повідомив про створення фонду для рефінансування для осіб з низьким рівнем доходу, фермерів та власників малих підприємств, які постраждали від закриття підприємств під час епідемії коронавірусної хвороби, на суму 30 мільярдів так.
21 квітня в країні виявлено 434 випадки коронавірусної хвороби, протягом доби 9 осіб померли від коронавірусної хвороби, унаслідок чого кількість померлих за час епідемії збільшилась до 110 хворих. Експерт з питань охорони здоров'я доктор Біддут Баруа виступив з ініціативою побудувати польовий госпіталь для лікування хворих коронавірусною хворобою та у співпраці з «Navana Group» організував його будівництво в Читтагонгу. Госпіталь розрахований на 50 ліжок, та отримав назву «Chattogram Field Hospital». Цей госпіталь став першим польовим госпіталем в країні з часу війни за незалежність країни. Цей госпіталь надавав повністю безкоштовну допомогу хворим коронавірусною хворобою.
22 квітня кількість хворих коронавірусною хворобою в країні зросла до 3772 після того, як за останню добу в країні зареєстровано 390 нових випадків коронавірусної хвороби. За останню добу в країні померло 10 хворих, загальна кількість померлих від коронавірусної хвороби в Бангладеш досягла 120.
23 квітня в країні виявлено 414 нових випадків коронавірусної хвороби. Лише за два дні, після того як у країні 21 квітня зареєстровано 3 тисячі хворих коронавірусною хворобою, в Бангладеш переступили поріг у 4 тисячі виявлених хворих.
Станом на 25 квітня в країні зареєстровано 4689 хворих коронавірусною хворобою, з початку епідемії в країні помер 131 хворий. за останню добу в країні зареєстровано 503 нових випадки хвороби, що стало найвищим показником з часу початку епідемії в країні.
29 квітня Бангладеш переступив поріг у 7 тисяч хворих коронавірусною хворобою, за останню добу зареєстровано найвищий показник нових випадків хвороби — 641 нових хворих за добу. Загальна кількість померлих від коронавірусної хвороби в країні зросла до 163, за останню добу в країні померли 8 хворих.

### Травень
1 травня Бангладеш переступив поріг у 8 тисяч лише за добу, загальна кількість хворих у країні досягла показника 8238. За останню добу в країні померли 170 хворих, 174 хворих одужали. З початку епідемії в країні проведено 70239 тестувань на коронавірус.
3 травня в Бангладеш зафіксовано рекорний рівень захворюваності на коронавірусну хворобу, за добу виявлено 665 нових випадків. Загальна кількість випадків коронавірусної хвороби в країні зросла до 9455.
4 травня Бангладеш переступив поріг у 10 тисяч хворих коронавірусною хворобою, протягом доби в країні виявлено 668 хворих, а загальна кількість хворих у Бангладеш досягла 10143.
6 травня у країні зареєстровано загалом 11719 хворих, після того, як за останню добу в країні виявлено 790 нових хворих коронавірусною хворобою, окрім цього за добу померли 3 хворих коронавірусною хворобою, унаслідок чого кількість померлих від коронавірусної хвороби в Бангладеш зросла до 186.
7 травня загальна кількість хворих коронавірусною хворобою в країні зросла до 12425, за останню добу в країні зареєстровано 706 нових випадків хвороби, померло за останню добу 13 хворих. Загальна кількість померлих від коронавірусної хвороби в Бангладеш зросла до 199.
8 травня загальна кількість хворих коронавірусною хворобою в країні збільшились до 13134, за останню добу виявлено 709 хворих. За останню добу проведено 5941 обстеження на коронавірус. За останню добу одужав 191 хворий, померли 7 хворих, на самоізоляцію направлено 103 особи.
9 травня у країні зареєстровано 636 нових випадки коронавірусної хвороби, унаслідок чого загальна кількість хворих зросла до 13770. За останню добу проведено 5465 тестувань на коронавірус, 313 хворих одужали, 8 хворих померли, на самоізоляцію направлено 196 осіб.
10 травня в країні виявлено 887 нових випадків хвороби, загальна кількість випадків хвороби в країні зросла до 14657, кількість померлих від коронавірусної хвороби зросла до 228.
11 травня усього за одну добу Бангладеш переступив поріг у 15 тисяч випадків коронавірусної хвороби після рекордних 1034 нових випадків хвороби, всього в країні зареєстровано 15691 випадок хвороби, загальна кількість померлих зросла до 239.
12 травня загальна кількість випадків хвороби в країні досягла 16660, за останню добу виявлено 969 нових випадків хвороби. За останню добу від коронавірусної хвороби померли 11 хворих, загальна кількість померлих в країні досягла 250. У колишнього бангладеського крикетиста, а натепер тренера, Асікура Рахмана, підтверджено позитивний тест на коронавірус.
13 травня в країні зареєстровано 1162 нових випадки коронавірусної хвороби. Загальна кількість випадків коронавірусної хвороби в Бангладеш зросла до 17822. За добу померли 19 хворих, унаслідок чого загальна кількість померлих в країні зросла до 269.
14 травня в країні виявлено 1041 новий випадок хвороби, унаслідок чого загальна кількість випадків хвороби зросла до 18863, кількість померлих зросла до 280.
15 травня Бангладеш переступив поріг у 20 тисяч випадків після того, як за останню добу в країні зареєстровано 1202 випадки хвороби. Загальна кількість випадків хвороби в країні зросла до 20065, загальна кількість померлих в країні зросла до 298.
16 травня в країні зареєстровано 930 нових випадків хвороби, загальна кількість випадків зросла до 20995. За останню добу зареєстровано 14 смертей від коронавірусної хвороби, загальна кількість смертей у країні зросла до 328.
17 травня за добу в країні зареєстровано 1273 випадки коронавірусної хвороби, загальна кількість випадків у країні зросла до 22268. За останню добу померло 14 хворих, загальна кількість випадків хвороби зросла до 328.
18 травня в країні зареєстровано 1602 нових випадки хвороби, загальна кількість випадків у країні зросла до 23870. За минулу добу зареєстрована 21 смерть від коронавірусної хвороби, загальна кількість померлих зросла до 349.
19 травня за останню добу зареєстровано 1251 випадок коронавірусної хвороби, загальна кількість випадків зросла до 25121. За останню добу 21 хворий помер від коронавірусної хвороби, загальна кількість померлих зросла до 370.
20 травня кількість випадків коронавірусної хвороби в країні зросла до 26738, за останню добу в країні зареєстровано 1617 випадків хвороби. За останню добу померли 16 хворих, загальна кількість померлих від коронавірусної хвороби досягла 386.
21 травня за добу зареєстровано 1773 випадки хвороби, загальна кількість випадків хвороби в країні зросла до 28511. За останню добу проведено 10262 тестувань на коронавірус. За останню добу зареєстровано 395 одужань та 22 смерті.
22 травня лише за добу Бангладеш переступив поріг у 30 тисяч випадків хвороби, за добу зареєстровано 1694 випадки хвороби. Загальна кількість випадків хвороби в країні досягла 30205, кількість померлих досягла 432.
23 травня загальна кількість хворих у країні зросла до 32078, за останню добу зареєстровано 1532 нових випадки хвороби, за останню добу 28 людей померли від COVID-19, кількість поперлих від коронавірусної хвороби зросла до 480.
24 травня кількість хворих коронавірусною хворобою в країні збільшилась до 33610, за останню добу в країні було зареєстровано 1532 нових випадки хвороби, померло 28 хворих на COVID-19, загальна кількість померлих зросла до 480.
25 травня кількість підтверджених випадків хвороби в країні досягла 35585. За останню добу у Бангладеш кількість померлих від коронавірусної хвороби досягла 501.
26 травня в країні виявлено 1166 нових випадків коронавірусної хвороби, загальна кількість випадків хвороби в країні зросла до 36751, за добу помер 21 хворий, загальна кількість померлих досягла позначки 522.
27 травня кількість випадків хвороби в країні зросла на 1541, загальна кількість випадків хвороби в країні на цей день становила 38292. За останню добу померли 22 хворих, кількість померлих зросла до 544. За останню добу одужали 346 хворих, загальна кількість одужань на цей день становила 7925.
28 травня Бангладеш перетнув позначку в 40 тисяч випадків хвороби, за останню добу зареєстровано 2029 випадків хвороби. Загальна кількість випадків хвороби у країні зросла до 40321. За останню добу померло 15 хворих, кількість померлих в країні збільшилась до 559. За останню добу одужали 500 хворих, загальна кількість одужань зросла до 8425.
29 травня в країні зареєстровано 2523 нових випадки хвороби, загальна кількість випадків зросла до 42844. За добу померли 23 хворих, загальна кількість померлих зросла до 582. За останню добу одужали 590 хворих, загальна кількість одужань зросла до 9015.
30 травня за добу виявлено 1764 нових випадки коронавірусної хвороби, загальна кількість випадків у країні зросла до 44608. За останню добу померли 28 хворих, загальна кількість померлих зросла до 610. За останню добу одужали 360 хворих, загальна кількість одужань зросла до 9375.
31 травня в країні зареєстровано 2545 нових випадків хвороби, загальна кількість випадків хвороби в країні зросла до 47153. За добу померли 40 хворих, загальна кількість померлих зросла до 650. За останню добу одужали 406 Хворих, загальна кількість одужань зросла до 9781.

### Червень
1 червня в країні виявлено 2381 новий випадок хвороби, загальна кількість випадків хвороби в країні зросла до 49534. За останню добу померли 22 хворих, загальна кількість померлих зросла до 672. За останню добу одужало 816 хворих, загальна кількість одужань у країні перевищила 10 тисяч хворих та становила на цю добу 10597.
2 червня Бангладеш переступив поріг у 50 тисяч випадків хвороби, за останній день зареєстровано 2911 нових випадків хвороби. Загальна кількість випадків хвороби зросла до 52445 человек. За добу померли 37 хворих, загальна кількість померлих зросла до 709. За останню добу одужали 523 хворих, загальна кількість одужань в країні на цей день становила 11120.
3 червня в країні зареєстровано 2695 нових випадків хвороби, загальна кількість випадків випадків хвороби в країні зросла до 55140. За останню добу померли 37 хворих, загальна кількість хворих зросла до 746. За останню добу 470 хворих одужали, загальна кількість одужань у країні зросла до 1159.
4 червня в країні зареєстровано 2695 нових випадків хвороби, загальна кількість випадків у країні зросла до 55140. За добу померли 37 хворих, загальна кількість померлих зросла до 746. За останню добу одужали 470 хворих, загальна кількість одужань зросла до 11590.
18 червня Бангладеш перетнув відмітку в 100 тисяч хворих коронавірусною хворобою, за останню добу зареєстровано 3803 нових випадків хвороби. Загальна кількість хворих у країні становила 102292 осіб. За добу померли 38 осіб, загальна кількість померлих зросла до 1343. Загальна кількість одужань перевищила 40 тисяч, та становила 40164 осіб.
19 червня в країні зареєстровано 3243 нових випадків хвороби, загальна кількість випадків хвороби в країні зросла до 105535. За добу померли 45 хворих, загальна кількість померлих зросла до 1388. За останню добу одужали 2781 хворих, загальна кількість одужань на цей день становила 42945.
20 червня в країні зареєстровано 3240 нових випадків хвороби, загальна кількість випадків хвороби в країні зросла до 108775. За добу померло 37 хворих, загальна кількість померлих зросла до 1425. За останню добу одужали 1048 хворих, загальна кількість одужань за цю добу зросла до 43993. Три бангладеські крикетисти Машрафе Мортаза, Нафіс Ікбал та Назмул Іслам захворіли на COVID-19.